# Ben Gummer
Benedict Michael Gummer (Londres, 19 de febrer de 1978) és un polític britànic del Partit Conservador que va exercir de diputat al Parlament per a Ipswich des del 2010 fins al 2017. El 2016 va esdevenir el ministre del gabinet i Paymaster general en el primer govern de Theresa May. Va perdre el seu escó a la Cambra dels comuns a les eleccions generals de 2017.

## Biografia
Fill de John Gummer, baró de Deben, va estudiar a la Tonbridge School, abans de seguir els seus estudis al Peterhouse de Cambridge on passa un Master of Arts. Gummer escriu una història de la pesta negra, pandèmia europea de l'Edat mitjana.
Fa la seva entrada al Parlament el 2010 com a diputat d'Ipswich a Suffolk. Secretari parlamentari privat de Michael Gove i Nicky Morgan en tant que secretaris d'Estat d'Educació a partir de 2013, és nomenat sotssecretari d'Estat parlamentari del Departament de la Salut del Regne Unit el 2015 pel Primer ministre Cameron.
La Primera ministra Theresa May el nomena ministre d'Estat al Cabinet Office i Paymaster-General en la seva entrada en funcions, el 13 de juliol de 2016, Gummer esdevé així el ministre més jove que assisteix a les reunions del gabinet del Regne Unit de la història.
És també, a partir del 15 de juliol de 2016, un dels consellers privats de Sa Majestat, quan se li concedeix el títol honorífic « molt honorable » en comptes de « honorable ». Derrotat en les eleccions generals britàniques de 2017 pel laborista Sandy Martin, abandona llavors les seves funcions polítiques.